# Усадьба Ф. И. Прове — А. И. Калиш
Усадьба Ф. И. Прове — А. И. Калиш — усадьба в Москве по адресу Новая Басманная улица, дом 22/2. Объект культурного наследия регионального значения.

## История
Усадьбой владели купцы Ланины, затем её приобрёл промышленник и предприниматель Иван Карлович Прове. Старые усадебные здания были разобраны, и в 1895 году для детей Прове, двойняшек Фёдора и Адели, был возведён трёхэтажный дом с двумя симметрично стоящими флигелями по проекту архитектора К. В. Треймана. Дом в стиле «французского неоренессанса» поставлен слегка в глубине участка, парадный двор отделён от улицы оградой с воротами и кованой решёткой. Декор главного фасада представлен лепниной и наличниками окон, и дом и флигеля отделаны рустовкой, основной бежевый цвет фасадов дополнен контрастным красным.

Общий вид усадьбы без листвы (2023)

Дом имеет два отдельных парадных входа, которые различаются оформлением и вензелями в картушах над входами — «ФП» и «АК». Первый вёл в квартиру Фёдора Ивановича Прове, расположенную на втором этаже, второй — в квартиру его сестры Адели Ивановны Прове (по мужу Калиш) на третьем этаже. Первый этаж использовался для хозяйственных нужд и размещения прислуги. Левым флигелем усадьбы владела Адели, правым — Фёдор.
Федор Иванович принимал участие в делах отца, однако больше был известен как нумизмат. Он владел большой коллекцией античных и византийских монет, и некоторое время он был председателем Московского нумизматического общества. Его сестра Адели была замужем за купцом Георгием Калишем и занималась благотворительностью. При новой власти в 1918 году Фёдора и Адели выселили из собственного дома, а усадьба подверглась национализации и была оборудована под лечебные нужды (до 2006 г. в здании располагался кожно-венерологический диспансер). В настоящее время здание принадлежит Департаменту городского имущества г. Москвы. В левом крыле и части центрального здания усадьбы расположен Государственный русский хор им. А. В. Свешникова, в центральной части здания — ГБУК г. Москвы «Московский государственный академический камерный хор» под руководством В. Н. Минина.

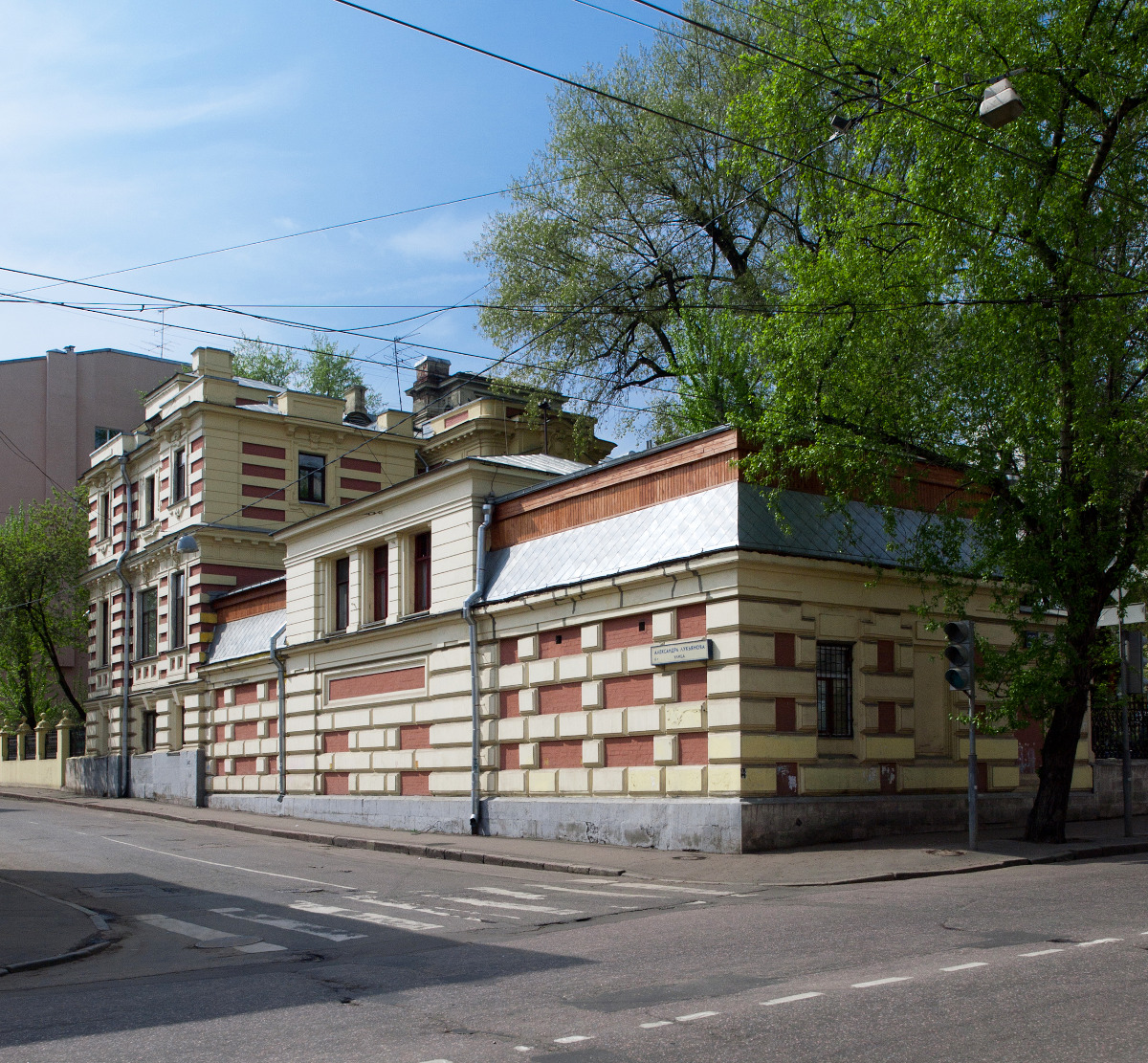
Фасад флигеля и дома по улице Александра Лукьянова, 2010 год
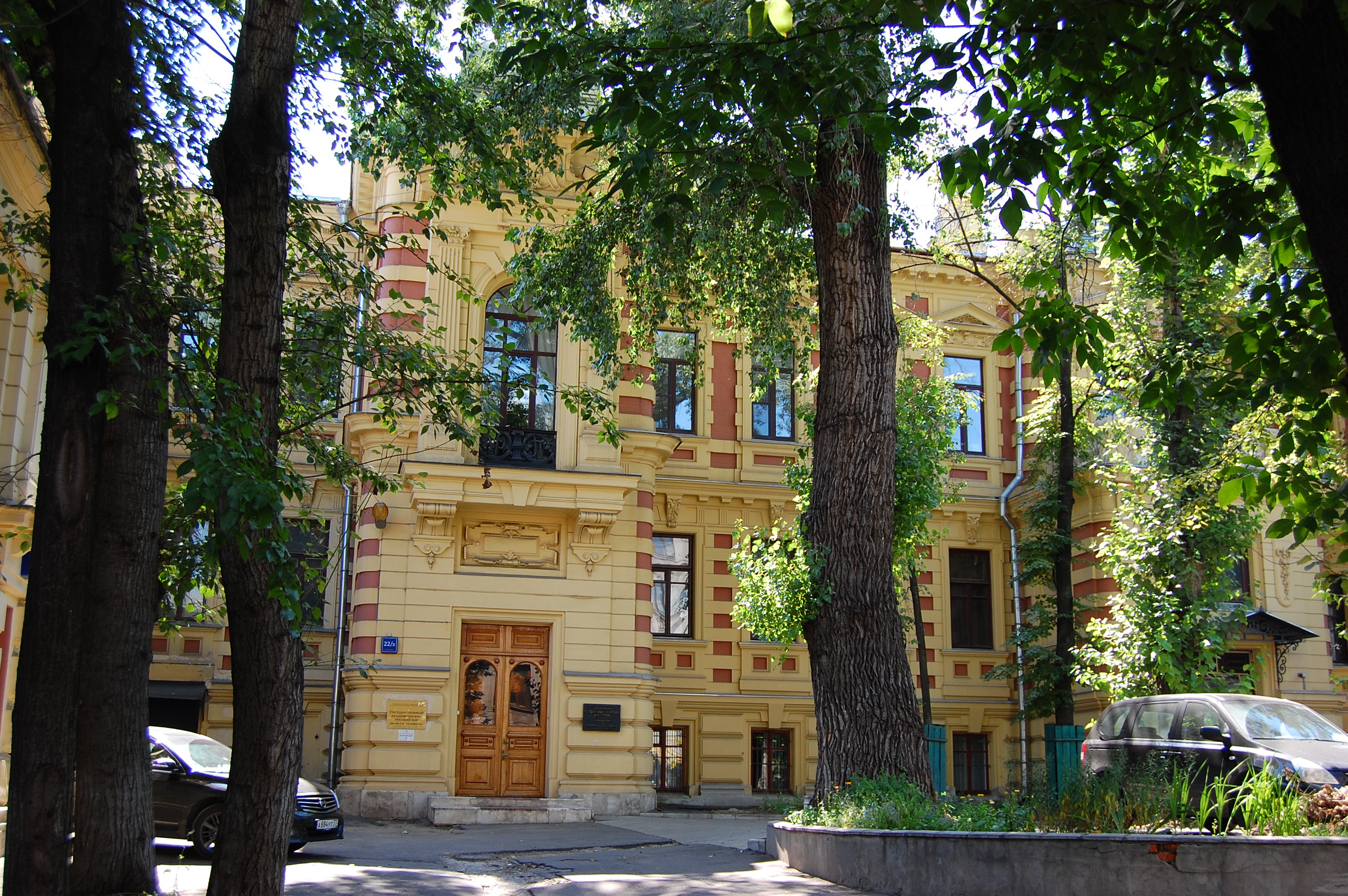
Главный дом, 2015 год